# Dameshandbalclub Waasmunster
Dameshandbalclub Waasmunster, afgekort DHC Waasmunster, is een Belgische vrouwenhandbalploeg uit Waasmunster die uitkomt in de eerste nationale (dames). 

## Historiek
In het seizoen 2010-2011 werd de club 1e in de eindstand van de tweede nationale, alsook in de play-offs. Een promotie naar de eerste nationale volgde.
In het seizoen 2014-2015 was de club verliezend finalist in de Beker van België, tevens werd Marlies Verschuuren dat seizoen speelster van het jaar. In het seizoen 2016-2017 werd Nele Antonissen speelster van het jaar en in 2017-2018 werd Clara Verschuuren verkozen tot beste doelvrouw van het jaar.

## Palmares[3]
- Winnaar Tweede nationale: 2011
- Finalist Beker van België: 2015

## Bekende (ex-)spelers
- Nele Antonissen
- Clara Verschuuren
- Marlies Verschuuren